# オトラントの戦い
オトラントの戦いは、1480年から1481年にかけて南イタリア、アプリア地方の都市オトラントをめぐって戦われた、オスマン帝国とナポリ王国を始めとするヨーロッパ諸国との間の戦闘である。

## オスマン帝国軍の侵攻
1480年7月28日、70～200隻のオスマン艦隊がイタリア半島南端部オトラント前面に布陣した。おそらくこれらの軍はロドス島から移動してきたと思われる。翌日には守備隊と住民は市街地を放棄し、市の城塞に退却したが防備はお粗末なもので大砲すら一門もなかった。オスマン帝国軍は8月11日に砲撃の支援を受けながら総攻撃を敢行、オトラントは落城した。
陥落後の市内では徹底した略奪が行なわれ、生き残った男性市民は奴隷としてアルバニアへ送られた。オトラント大主教ステファノ・アグリコリら主だった聖職者たちは大聖堂で殺され、ステフェン・ペンディネッリ司教と守備隊長フランチェスコ･ラルゴ伯に至っては生きたままのこぎりで両断された。
大聖堂はモスクとされた。

### オトラントの殉教者
伝統的な説明では、生き残った男性800人が強制的にイスラム教に改宗するように裁判にかけられたとしている。
家と家族を失った男性800人が連行され、イスラムか死かの選択を迫られ、死を選んだ。アントニオ・プリマルドという名の仕立屋は同胞に向かって、「兄弟たちよ。我らは町を守るために戦った。今度は我ら自身の魂のために戦おう」と宣言した。男たちは全員一致でその言葉に従い、キリストに命を捧げることを決めた。
トルコ人は、男たちはイスラム教に改宗すれば、奴隷として売られた女性や子供を返すという条件を出した。これを拒んだら、男たちの首を切るとも。男たちはこの申し出も拒んだ。
8月14日、聖母の被昇天の徹夜祷の日に、800人の男は繋がれて町の外に連れ出され、そこで首を切られ処刑された。遺体はその場に残されたが、後に集められ、オトラントの大聖堂に納められ、そこで今日まで保管されている。

以上のような伝統的なキリスト教的史観は後世の歴史家の批評対象となっている。近年の研究では、寛大の条件に改宗が出されたことを疑問視している。当時のオスマン帝国では宗教上の理由による虐殺は正当だとされていたが、イレニア・ロマーナ・カセッタはそれよりもむしろ、威嚇目的の処刑だったのではないかとしている。

### 侵攻の失速
オスマン軍の攻勢は続き、同月さらに70隻の艦隊がヴィエステを攻撃し、9月12日にはヨーロッパでも豊富な蔵書を有する図書館がある聖ニコラ修道院が破壊された。10月にはレッチェ、タラント、ブリンディジが攻撃を受けた。
スルタンはオトラントを将来のイタリア征服の拠点として使いたかったが、ほとんどの人々が街から逃げ出したことでそれは無理になった。その結果、オスマン帝国はイタリアから軍隊の大部分を引き揚げて、海上輸送で維持できる規模の駐屯地を市内に残した。
遠征軍を率いるゲディク・アフメド・パシャはさらに兵力を集めて海軍の支援下にイタリア遠征を再開したいと考えていたが、準備のために一度アブロニア（ヴロラ）に戻ることになり、留守を託したハイレッディン・ベイに8,000の兵を預けた。その後、ゲディクがイタリアの地を踏むことはなかった。

## ヨーロッパ側の反応
コンスタンティノープルの陥落から未だ30年も経っていない時期である。イタリアの政治指導者たちはローマが同じ運命を被ることを真剣に考慮し、ローマ教皇とローマ市民を町から避難させる計画が練られた。ローマ教皇シクストゥス4世は1471年の十字軍召集を再び呼びかけ、いくつかのイタリアの都市国家とハンガリーとフランスがこれに積極的に応じた。だが、1479年にオスマン帝国と講和にこぎつけたばかりのヴェネツィア共和国は呼びかけを無視した。
翌年にナポリ王フェルディナンド1世によって彼の息子であるアルフォンソが率いる軍が起こされた。これにハンガリー王マーチャーシュの応援も加わり、オトラント奪還の見込みがついた。

## オトラントの回復
町は1481年5月1日から包囲されたが、5月3日にオスマン帝国のスルタン、メフメト2世が死去した。スルタンは親征に出発したところであり、最終的な行き先はイタリアとも言われていたが定かではない。
いずれによせ後継を巡る二人の息子、ジェムとバヤズィトの争いが始まった。遠征軍司令官のゲディク・アフメド・パシャも、アブロニアからイスタンブールに帰還し、バヤズィトを支持した。
ヨーロッパの期待ほどには帝位争いは長続きせず、6月20日のイェニシェヒルの戦いでジェムは敗れて亡命に追い込まれた。
バヤズィトは遠征を中断するつもりはなかった。ゲディグ・アフメド・パシャの後任としてルメリ総督ハドゥム・スレイマン・パシャに遠征を指揮させようとした。
だが、ナポリ王の支援によってアルバニアで反乱が発生し 、さらにハンガリー軍も国境地帯を脅かしていた。このため援軍の派遣は不可能となり、オトラントでは包囲が続いた。海上封鎖によって補給が断たれ、現地軍の限界は近づいていた。
現地では交渉が行われた。有利を確信できなかったナポリ王は、通常の降伏とは異なり、オスマン軍が武器を保持したまま退去することを認めた。8月に交渉が成立してオスマン軍の大部分は撤収し、9月10日にオトラントは13ヶ月ぶりにキリスト教徒の手に戻った。

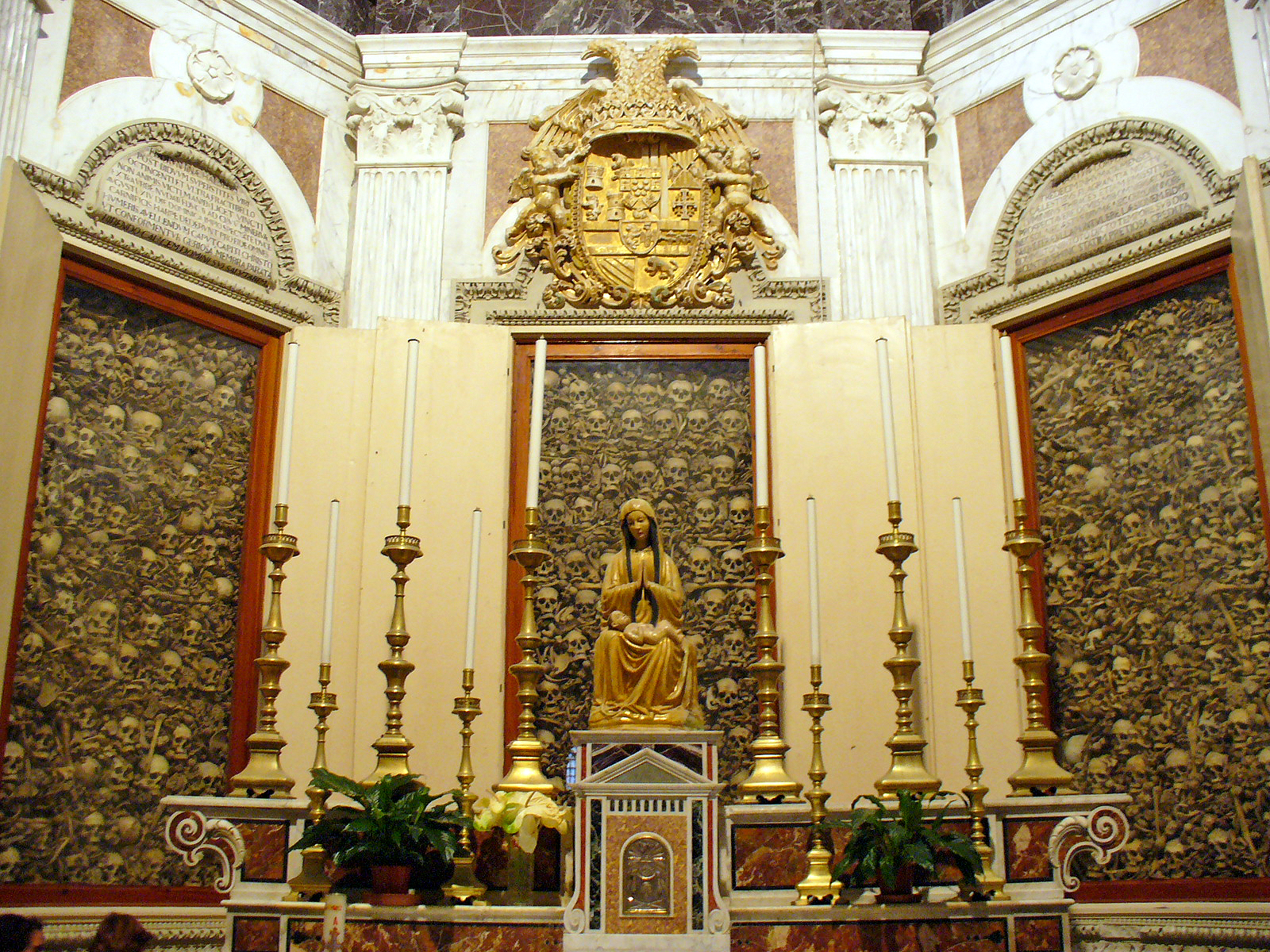
オトラント大聖堂の内部

退去しなかったオスマン軍2,050名が捕虜となり、そのうち500名はナポリ王の軍に入り、のちに数々の戦いに参加したと言われる。

## その後
市民の数は20,000人から8,000人に減少した。再度の攻撃への恐怖から、8,000人のうちの多くが町を去った。
今日、800人の殉教者の遺骨の何体かはオトラント大聖堂とナポリのen:Santa Caterina a Formiello教会に納骨されている。また、2013年にはローマ教皇フランシスコによって800人全員が列聖された。

## 参照
- アラゴン連合王国
- 重機甲乙女 豆だけど - 真鍋譲治の漫画（全7巻完結）。本作中におけるオスマン帝国のイタリア半島侵攻は、オトラントの戦いをモデルとしている。